# Kongenitalna aplazija kože
Kongenitalna aplazija kože (skraćeno ACC) (lat. aplasia cutis congenita) je heterogena grupa poremećaja koja se karakteriše odsustvom dela kože na lokalizovanom ili rasprostranjenom području nakon rođenja. Bolest je prvi opisao Kordon 1767. godine, pod nazivom aplasia cutis congenita Kao solitarni defekt na vlasištu bova anomalija se javlja u 70% slučajeva, ali se ponekad može pojaviti kao višestruka lezija na telu. Iako se najčešće vidi na vlasištu (poglavini), bolest može zahvatiti bilo koji deo tela, uključujući trup i udove.

## Epidemiologija
Kongenitalna aplazija kože (ACC) je retka anomalija novorođenčadi. Do sada je prijavljeno više od 500 slučajeva, otkako je bolest prvi put opisana 1767. godine, ali zbog značajnog prijavljivanja ovog oboljenja kao benignog poremećaja, precizna učestalost je nepoznata. 
Morbiditet
Jedna od procena incidencije je otprilike 3 slučja na 10.000 rođenih.
Rasa
Ne postoji rasna predilekcija za ACC.
Pol
Osim ako nije povezan sa malformacijom X-veze ne postoji seksualna predikcija za ACC.
Starost
Kako je ACC kongenitalna anomalija ona je prisutna odmah nakon rođenja.

## Etiopatogeneza
Kongenitalna aplazija kože je nezapaljenjska i dobro demarkirana promena, u širokom rasponu veličina. Mogu biti kružne, ovalne, linearne ili zvezdaste konfiguraciji. Na rođenju, lezije su možda već zalečene ožiljcima ili mogu ostati površno erodirane sa dubokim ulceracijama, povremeno uključujući duru ili meninge. 
Defekti u koži koji se formiraju rano u trudnoći mogu zaceliti pre porođaja i pojaviti se kao atrofični, membranski, bulozni, ili ožiljak sličan pergamentu sa pridruženom alopecijom, dok manje zrele defekte predstavljaju ulceracije. Najčešći je membranski tip bolesti.
Većina lezija kod ACC javlja se na vrhu vlasišta nešto lateralno u odnosu na srednju liniju, ali se defekti mogu pojaviti i na licu, trupu ili udovima, ponekad simetrično.
Defekt može uključivati samo epiderm i gornji deo dermisa, što dovodi do minimalnog alopecijskog ožiljka, ili se može proširiti u dubinu dermisa, potkožnog tkiva, ili retko periosta, lobanje i dure. Kod velikih, nepravilnih lezija aplazije cutisa potrebno je posumnjati na prodor promena u dublje strukture. 
ACC je najčešće benigni izolovani defekt, ali može biti povezan sa drugim fizičkim anomalijama ili malformacijskim sindromima.

### Klasifikacija
Frieden je stvorio sistem klasifikacije za ACC koji se sastoji od 9 grupa na osnovu broja i lokacije lezija i prisustva ili odsustva pridruženih malformacija:
|               | Opis promena |
| ------------- | --- |
| Prva grupa    | - ACC je bez višestrukih anomalija. - Gotovo 86% svih pojedinačnih lezija se javlja na skalpu. - Oko defekta se često vidi „kragna od kose”, posebno sa membranoznom aplazijom kože. - ACC može biti autosomno dominantnaili sporadična. |
| Druga grupa   | - ACC iz ove grupe je sa anomalijama ekstremiteta. - Adams-Oliver sindrom je poseban poremećaj u kojem su abnormalnosti smanjenja distalnih ekstremiteta pronađene u vezi sa samotnim defektima skelpa. Adams-Oliver sindrom pokazuje autosomno dominantne i autosomne recesivne obrasce nasljeđivanja. - Poslednjih godina, mutacije u EOGT i DOCK6 su identifikovane kao uzroci autosomno recesivnog Adams-Oliver sindroma i mutacije u DLL4, ARHGAP31, RBPJ i NOTCH1u autosomno dominantnim oblicima sindroma. - U ovoj grupi ACC lezije skalpa imaju tendenciju da budu velike. - Najčešće malformacije ekstremiteta su hipoplastične ili odsutne distalne falange, ali ozbiljnost anomalija ekstremiteta kreće se od manjih defekata kao što su odsutni nokti ili široki vrh prsta do ozbiljnijeg zoštećenja. - Anomalije ekstremiteta su obično asimetrične i češće uključuju donje ekstremitete. - Ostale anomalije mogu uključivati cutis marmorata telangiectatica congenita, hemangiom, kranijalna arteriovenska malformacija, kongenitalni defekti srca, belege na koži, prekobrojne bradavice i vunastu kosu. |
| Treća grupa   | - To je ACC sa epidermalnim i sebaceousnim (organoidnim) nevusima, takođe uključuje vlasište obično uz aplaziju kože. - Neki pacijenti su takođe imali oftalmološke i neurološke nalaze tipične za sindrom epidermalnog nevusa, uključujući napade, mentalnu retardaciju, zamućenje rožnjače i kolobome očnih kapaka. - SCALP sindrom je predložen kao entitet koji opisuje konstelaciju: nevusa sebaceus, malformacije centralnog nervnog sistema, ACC, limbalni dermoid i pigmentirani nevus. - Nasleđivanje je sporadično. |
| Četvrta grupa | - Prekriva dublje embriološke malformacije. - Primeri uključuju meningomijelokelu, porencefaliju, leptomeningalnu angiomatozu, kranijalnu stenozu, spinalnu disrafiju, gastroshizu i omfalocele. - „Kragna od kose” je često prisutna u lezijama vlasišta nad defektima neuralne cevi. - Intrakranijalne arteriovenske malformacije i fistule su takođe otkrivene u retkim slučajevima ACC. - Uzorak nasleđivanja u ovoj grupi varira u zavisnosti od stanja sa kojim je ACC povezana. |
| Peta grupa    | - Ova grupa ACC povezana je sa fetusom papyraceous ili placentnim infarktom. - Fetus papyraceous je prisutan u trenutku porođaja i rezultuje smrću blizančkih fetusa u kasnom prvom ili ranom drugom trimestru. - Preživeli fetus je zahvaćen ekstenzivnom ACC u linearne ili zvezdaste konfiguracije. |
| Šesta grupa   | - Ova grupa ACC povezana je sa epidermoliznom bulozom (EB) koja se takođe naziva i Bartov sindrom. - Može se vdeti kod bilo koje vrste EB (simpleks, junctional ili dystrophic). - Mnogi izvještaji navode da se ACC obično javlja na donjim ekstremitetima. - Podgrupa obuhvata udružene anomalije — piloričnu ili duodenalnu atreziju, ureteralnu stenozu, abnormalnosti bubrega, kraniofacijalne abnormalnosti, distrofiju noktiju i ACC. |
| Sedma grupa   | - Ova grupa ACC je lokalizovan na udovima. - Prijavljene su najmanje dve porodice u kojima je više članova imalo opsežnu ACC u pretibijalnim delovima donjih udova i dorzalnim delovima ruku i stopala. |
| Osma grupa    | - Ovo je teratogeno izazvana ACC. - Neki slučajevi ACC iz ove grupe povezani su sa intrauterinom infekcijom virusima iz grupe herpes simplex ili varicella zoster ili izloženosti metimazolu tokom lečenja tireotoksikoze majke tireotoksikoze za vreme trudnoće. |
| Deveta grupa  | - Ovo grupa ACC povezana je sa sindromima malformacija. |

## Diferencijalna dijagnoza

### Dijagnostička razmatranja
Kod adolescenata sa odloženim pubertetom, diferencijalna dijagnoza je uglavnom između konstitucionalnog kašnjenja puberteta i hipogonadizma. Konstitucionalno kašnjenje je daleko češće od hipogonadizma i često je povezano sa pozitivnom porodičnom anamnezom.
Ako se sumnja na hipogonadizam, merenje koncentracija serumskog LH i FSH može se koristiti za razlikovanje hipogonadotropnog i hipergonadotropnog hipogonadizma i usmeravanje dalje evaluacije i lečenja. Nivoi serumskog LH i FSH su povišeni u slučajevima hipergonadotropnog hipogonadizma.
Hipergonadotropni hipogonadizam ukazuje na primarni defekt gonada (urođeni ili stečeni), dok hipogonadotropni hipogonadizam ukazuje na hipotalamičko/hipofizni proces (urođeni ili stečeni). Diferencijalna dijagnoza između hipogonadotropnog hipogonadizma i konstitucionalnog kašnjenja može biti izazovna jer se niske vrednosti LH mogu videti kod oba.
Anamneza anosmije i/ili prisustva mikrofalusa pokreću zabrinutost zbog prisustva hipogonadotropnog hipogonadizma.
Tarnerov sindrom treba uzeti u obzir kod žena niske visine sa odsustvom seksualnog razvoja. Međutim, mali broj pacijentkinja doživljava spontani pubertet (približno 10%) i kasnije se može javiti sa primarnom ili sekundarnom amenorejom.
Zaustavljeni pubertet u prisustvu ginekomastije kod muškaraca pokreće zabrinutost zbog gonadnog zatajenja. U takvim slučajevima treba isključiti Klajnfelterov sindrom.

### Diferencijalne dijagnoze
- Nedostatak 3-beta-hidroksisteroid dehidrogenaze
- Nedostatak 5-alfa-reduktaze
- Hipoplazija nadbubrežne žlezde
- Amenoreja
- Sindrom neosetljivosti na androgene
- Anoreksija nervoza
- CHARGE sindrom
- Kongenitalna adrenalna hiperplazija
- Deni-Drašov sindrom
- Razlike (poremećaji) u razvoju pola (DSD)
- Hiperprolaktinemija
- Kalmanov sindrom i idiopatski hipogonadotropni hipogonadizam
- Klajnfelterov sindrom
- Neuhranjenost
- Poremećaji menstruacije kod adolescenata
- Dečija adrenalna insuficijencija (Adisonova bolest)
- Dečiji hipopituitarizam
- Dečiji hipotireoidizam
- Tarnerov sindrom

## Terapija
Odluka o korišćenju medicinskih, hirurških ili oba oblika terapije ACC zavisi prvenstveno od veličine, dubine i lokacije kožnog defekta i druge bilo koje terapije koja je povezana se anomalijom.
Medikamentozna terapija
Lokalna terapija podrazumijeva nežno čišćenje obolelog mesta i primenu blage masti ili topikalne antibiotske masti kako bi se spriečilo isušivanje defekta. Peroralni parenteralni antibiotici su indicirani samo ako se uoče znaci infekcije. 
Drugi medikamntozni tretman je retko potreban jer erozije i ulceracije gotovo uvek spontano zarastaju.
Hirurška terapija
Hirurška terapija obično nije indikovan kod ACC ako je defekt mali. Oporavak je beznačajan, sa postepenom epitelizacijom i formiranjem atrofičnog ožiljka bez dlake tokom nekoliko sedmica. Mali koštani defekti koji se nalaze ispod, ACC obično se spontano zatvaraju tokom prve godine života.
Hirurška sanacija velikih ili višestrukih defekata skalpa može zahtevati izrezivanje (debridman) sa primarnim zatvaranjem, ako je to moguće, ili korištenjem tkivnih ekspandera i rotacije kapka za popunjavanje defekta. Povremeno može biti potrebno presađivanje kože ili kosti.
Problemi u terapiji
Pacijenti sa velikim defektima skalpa pune debljine mogu se suočiti sa problemima lečenja: konzervativna i hirurška terapija defekta. Kompletna koštana regeneracija velikog defekta lobanje povezana sa ACC je postignuta konzervativnim pristupom — negom kože i topikalnim antibioticima. Nije bilo potrebe za hirurškim tretmanom rekonstrukcije kosti ili mekog tkiva. ACC skalpa može biti komplikovana hemoragijom ili trombozom sagitalnog sinusa, a primarno zatvaranje s poklopcima skalpa može sprečiti potencijalno fatalan ishod.
Defekti ekstremiteta, uprkos velikoj veličini, obično se epiteliziraju i formiraju atrofične ožiljke, koji se kasnije mogu revidirati ako je to potrebno.

## Prognoza
Prognoza ACC je obično odlična. Ako je defekt mali, oporavak je beznačajan, sa postepenom epitelizacijom i formiranjem atrofičnog ožiljka bez dlake tokom nekoliko sedmica. Mali koštani defekti koji se nalaze ispod, obično se spontano zatvaraju tokom prve godine života. Može se razmotriti kirurška sanacija velikih ili višestrukih defekata skalpa sa ekscizijom i primarnim zatvaranjem, ako je moguće, ili uz upotrebu tkivnih ekspandera i rotacije poklopca. Defekti, uprkos velikoj veličini, obično epiteliziraju i formiraju atrofične ožiljke, koji se kasnije mogu revidirati ako je potrebno.
Ako je ACC povezana sa drugim anomalijama, prognoza zavisi od ozbiljnosti povezanih abnormalnosti. Osnovni ili povezani defekti mogu značajno uticati na smrtnost i morbiditet. Defekti pune debljine vlasišta, lobanje i dure povezani su sa stopom smrtnosti većom od 50%. 
Čak i veliki defekti na drugim površinama, osim na skalpu, obično se dobro izleče uz konzervativnu negu kože upotrebom topikalne antibiotske masti. Retki veći defekti vlasišta skloni su komplikacijama krvarenja i infekcije, što dovodi pacijente u opasnost od smrti.
Opsežna ACC vlasišta može biti povezana sa povećanim rizikom od tromboze sagitalnog sinusa. Iz ovih razloga, hirurška intervencija može biti potrebna za velike defekte skalpa pune debljine.

## Komplikacije
Velike komplikacije ACC su retke, i najčešće uključuju hemoragiju, sekundarnu lokalnu infekciju, meningitis ili trombozu sagitalnog sinusa.
Veće lezije povezane sa nedostatkom kostiju mogu dovesti do smrti zbog sekundarne infekcije centralnog nervnog sistema ili krvarenja iz sagitalnog sinusa.

## Spoljašnje veze
- Aplasia Cutis Congenita — emedicine.medscape.com (језик: енглески)

|  | Molimo Vas, obratite pažnju na važno upozorenje u vezi sa temama iz oblasti medicine (zdravlja). |